# آرثر بيري (لاعب كريكت)
آرثر بيري (18 سبتمبر 1928 في نيوزيلندا - 19 ديسمبر 2016) (بالإنجليزية: Arthur Berry)‏ هو لاعب كريكت نيوزلندي.

## وصلات خارجية
- آرثر بيري على موقع إي آس بي آن كريك إنفو (الإنجليزية)